# Meißner Porzellan (Film)
Meißner Porzellan (Salon-Gavotte von C. Alfredy) ist ein deutscher Schwarzweißfilm aus dem Jahr 1906. Der Kurzfilm und Tanzfilm wurde technisch als „Biophon“-Tonbild umgesetzt.

## Hintergrund
Der Film hatte eine Länge von ca. 77 Metern auf einer Filmrolle, das entspricht ca. vier Minuten Laufzeit. Die Produktionsfirma Oskar Messters Projektions GmbH Berlin des Oskar Messter stellte diesen Film her. Die Aufnahmen fanden in Messters Film-Atelier in der Friedrichstraße 16, Berlin, statt. Die Grammophonplatte wurde von der Deutschen Grammophon Aktiengesellschaft Berlin eigens für Messter hergestellt. Gezeigt wurde der den Titel gebende Tanz, eine 'Salon'-Gavotte des Komponisten Karl Alfredy. Die Uraufführung war 1906, nachzensiert wurde der Film am 16. Januar 1909. Für Rosa und Henny Porten war es jeweils der erste Auftritt.